# Raymond Bruckert

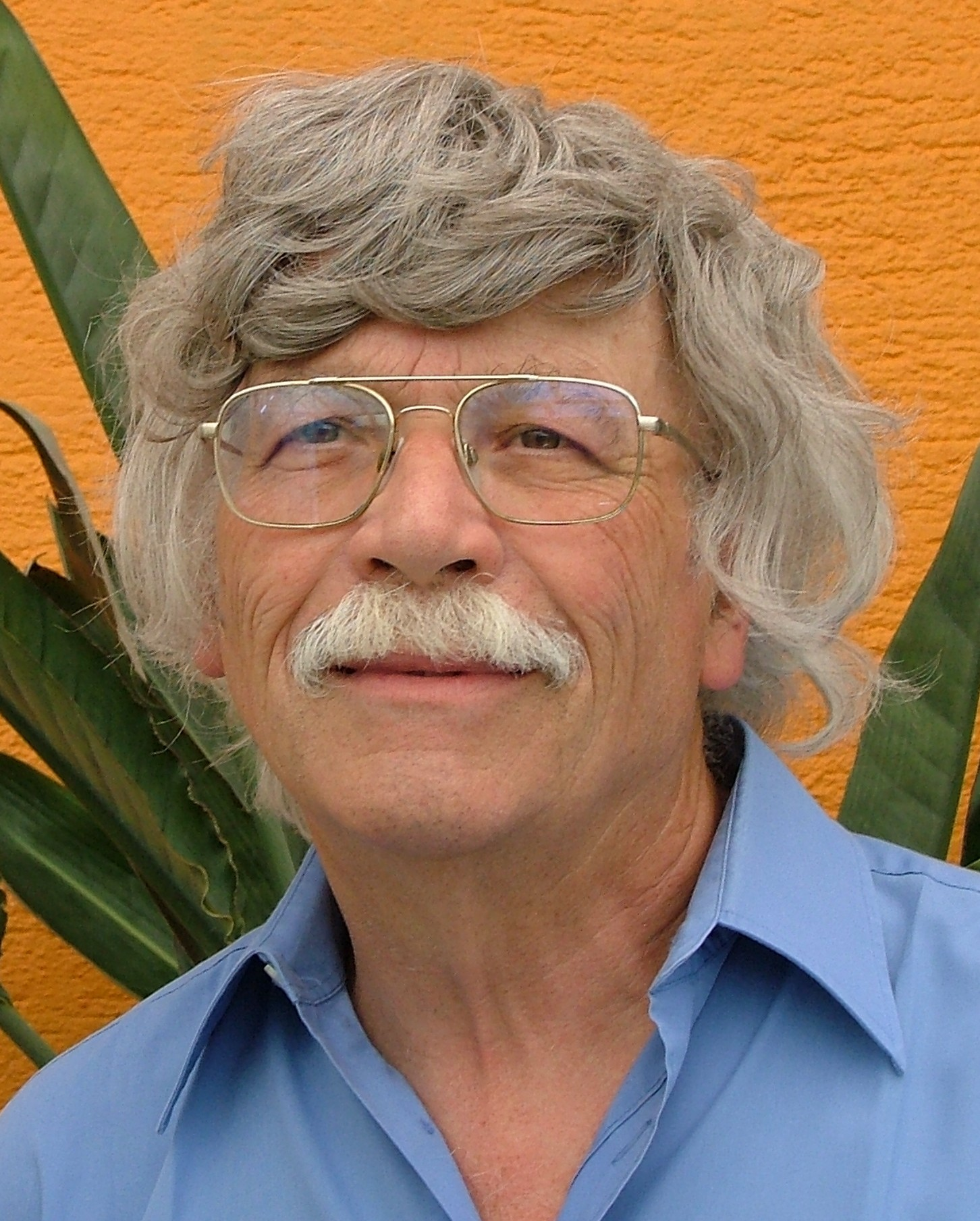
Raymond Bruckert

Raymond Bruckert (* 1935 in Biel/Bienne, Schweiz; † 23. August 2017 in Plagne BE) war ein Schweizer Autor. Er verfasste verschiedene Romane und Geografische Lehrbücher.

## Leben
Bruckert war Doktor an der Universität Bern und arbeitete auch auf dem Gebiet der Sonnenenergie.

## Werke

### Bücher
- 1970: Bienne, son agglomération, sa région, thèse de doctorat
- 1976: L’Agriculture mondiale
- 1977: L’Industrie dans le monde
- 1980: Le Soleil pour tous (ins Deutsche übersetzt)

### Romane
- 2000: Chronique d’un grand froid
- 2001: Le rire interdit
- 2003: A la recherche du bonnet magique
- 2006: les veillées de jadis